# Maakri
 Maakri est un quartier du district de Kesklinn à Tallinn en Estonie.

## Description
En 2019, Maakri compte 1 042 habitants.
Sa superficie  est de 0,13 km2.
Ses quartiers limitrophes sont Kompassi, Keldrimäe, Sibulaküla et Südalinn.
Les rues du quartier sont Kivisilla tänav, Kuke tänav, Ants Lauteri tänav, Lennuki tänav, Liivalaia tänav, Maakri tänav, Pääsukese tänav, Tartu maantee, Tornimäe tänav et Väike-Pääsukese tänav.

## Population
| 2008 | 2010 | 2011 | 2012 | 2013 | 2014 |
| ---- | ---- | ---- | ---- | ---- | ---- |
| 809  | 915  | 936  | 940  | 939  | 979  |

| 2015  | 2016  | 2017  | 2018  | 2019  | 2020  |
| ----- | ----- | ----- | ----- | ----- | ----- |
| 1 020 | 1 042 | 1 082 | 1 100 | 1 042 | 1 071 |

| 2021  | 2022  | - | - | - | - |
| ----- | ----- | - | - | - | - |
| 1 108 | 1 099 | - | - | - | - |

## Transports
Maakri est desservi par les lignes de bus n° 2, 15, 39 et par les lignes de tramway n° 2 et 4.

## Lieux et monuments

### Bâtiments de grande hauteur
- Tornimäe tn 3, Swissôtel Tallinn (117 m)
- Tornimäe tn 7, Tornimäe 7 (116,98 m)
- Maakri tn 19-21, Maakri Kvartal (110 m)
- Maakri tn 23a, Maakri HUB (107 m)
- Rävala puiestee 3, Radisson Blu Sky Hotel (104,8 m)
- Maakri tn 30, Skyon (95 m)
- Tornimäe tn 2 - Siège de la banque SEB (94,4 m)
- Maakri tn 36, Maakri Maja (64,1 m)
- Liivalaia tänav 45, Nordea Maja (54,2 m)

### Autres édifices
- A. Lauteri tn 3 - École de commerce estonienne ;
- Liivalaia tn 45 - Nordea maja ;
- Liivalaia tn 53 - Grand magasin Stockmann ;
- Tornimäe 7 - Tornimäe elamu ;
- Maakri tn 30 - Siège de la Coop Pank ;
- Rävala pst 3 - Hôtel Radisson Collection Tallinn ;
- Tartu mnt 10 - Magasin Rimi ;
- Tartu mnt 18 - Siège de la Bigbank ;
- Tornimäe tn 3 - Swissôtel Tallinn.
- Tartu mnt 16a - Église arménienne Saint-Jean de Tallinn (et)

## Galerie

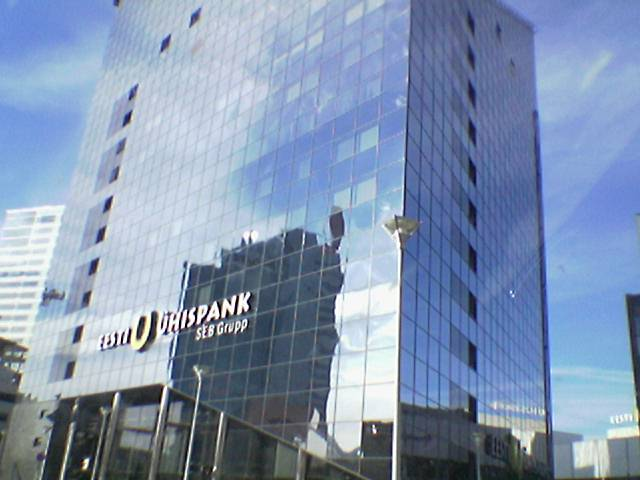
Siège de SEB Pank.
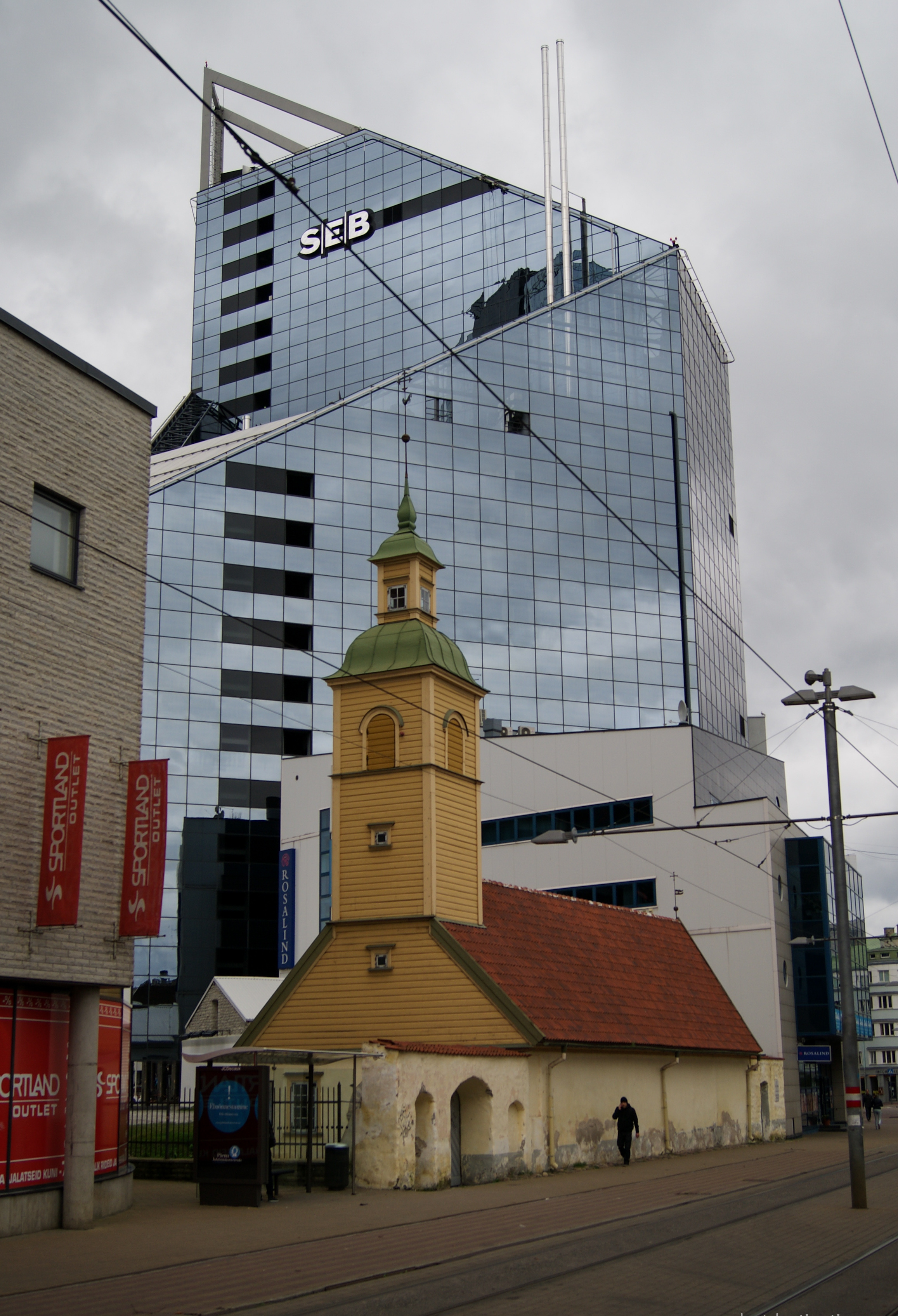
Église arménienne.
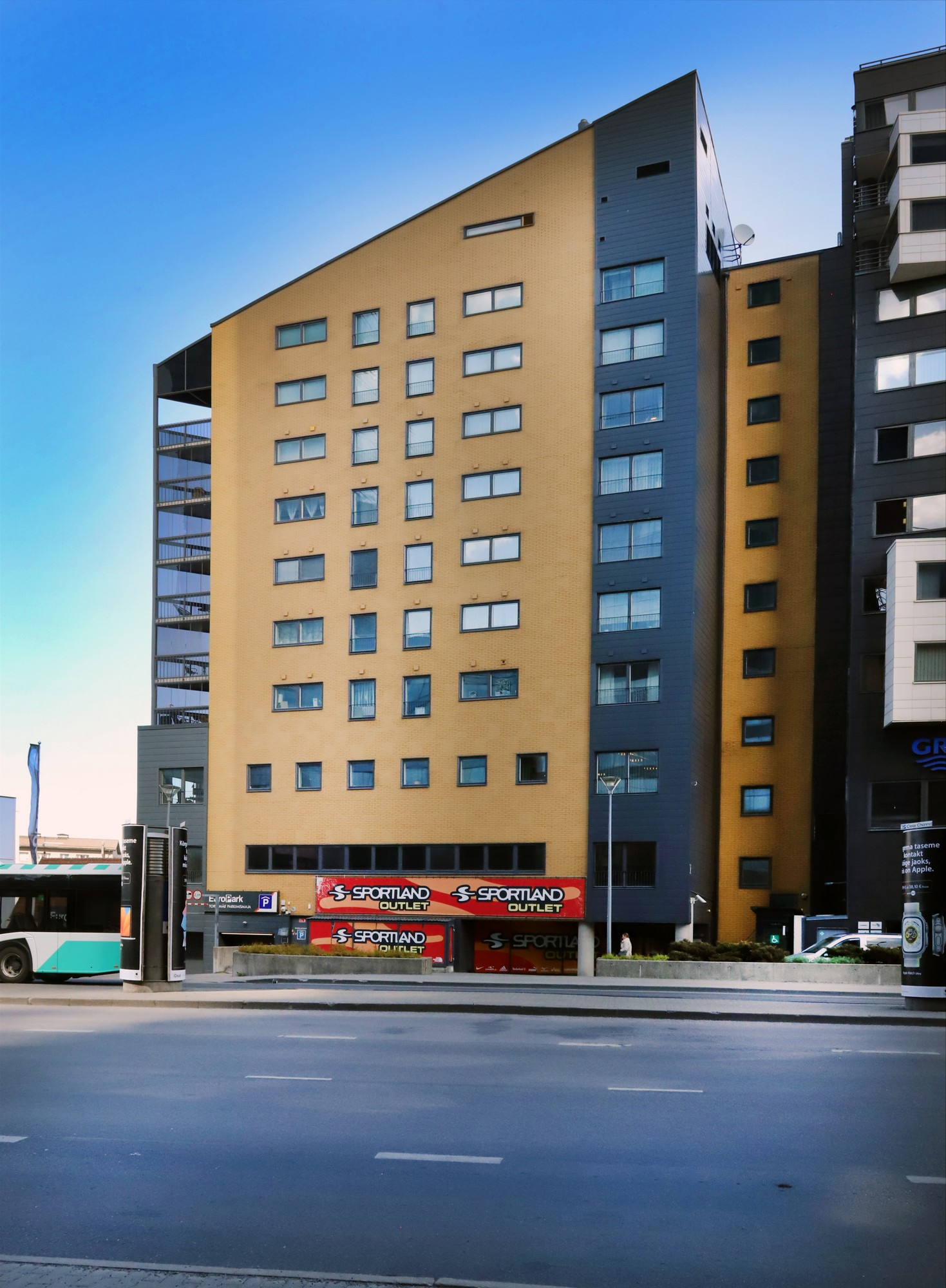
Rävala puiestee.
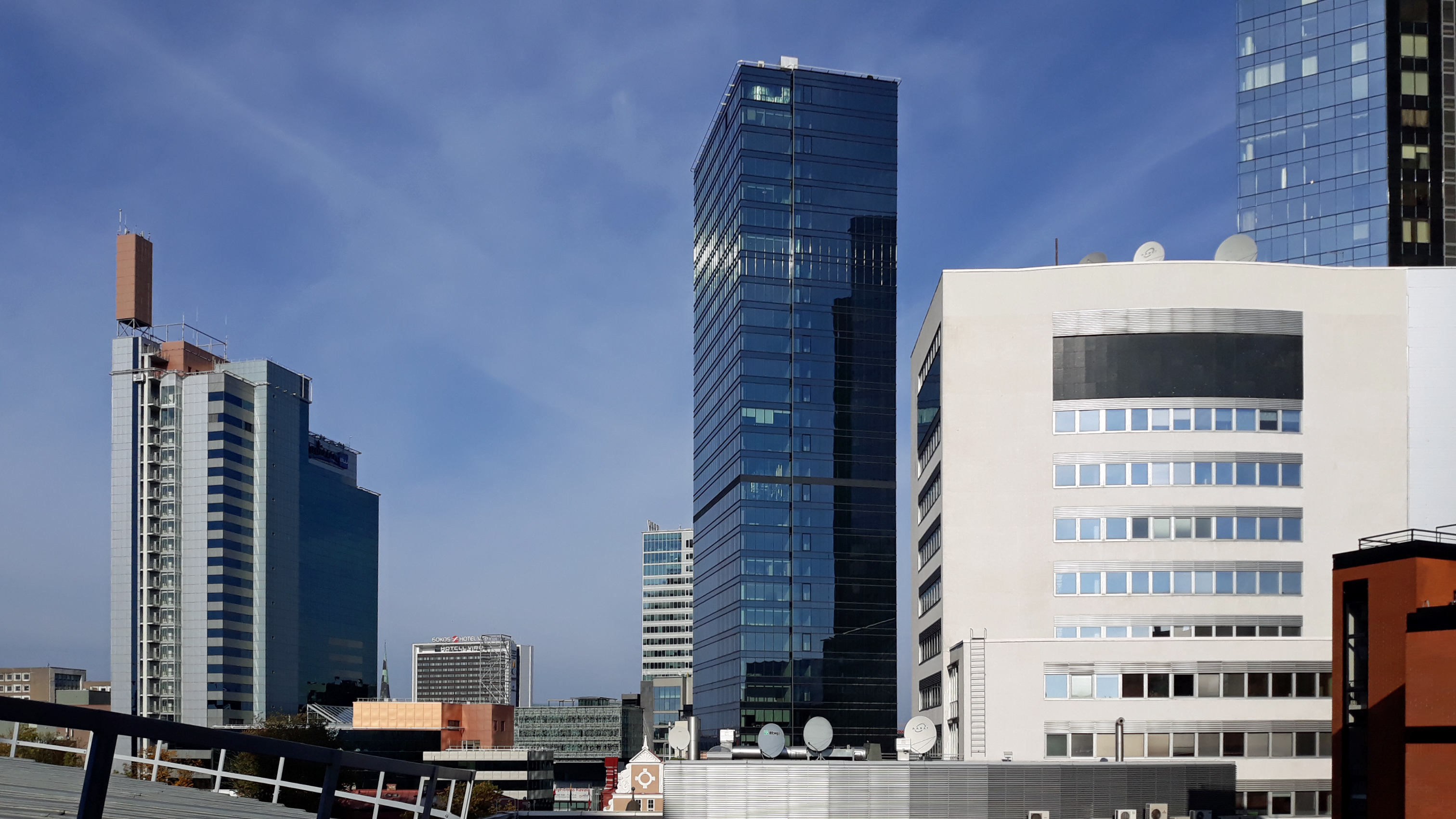
Immeubles de grande hauteur à Maakri.
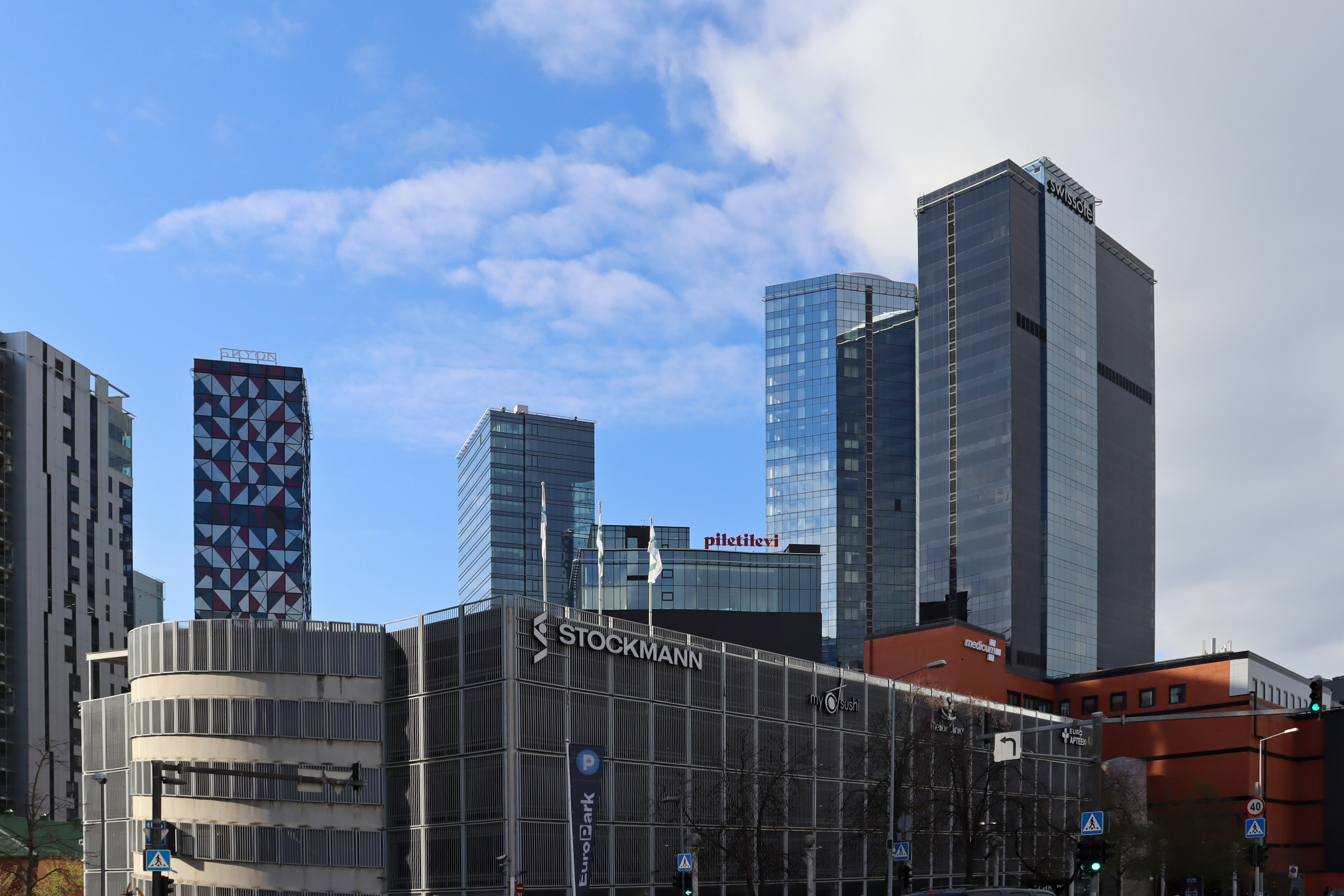
Bâtiments du quartier des affaires de Maakri en 2024.

Rue de Makri en 2010.
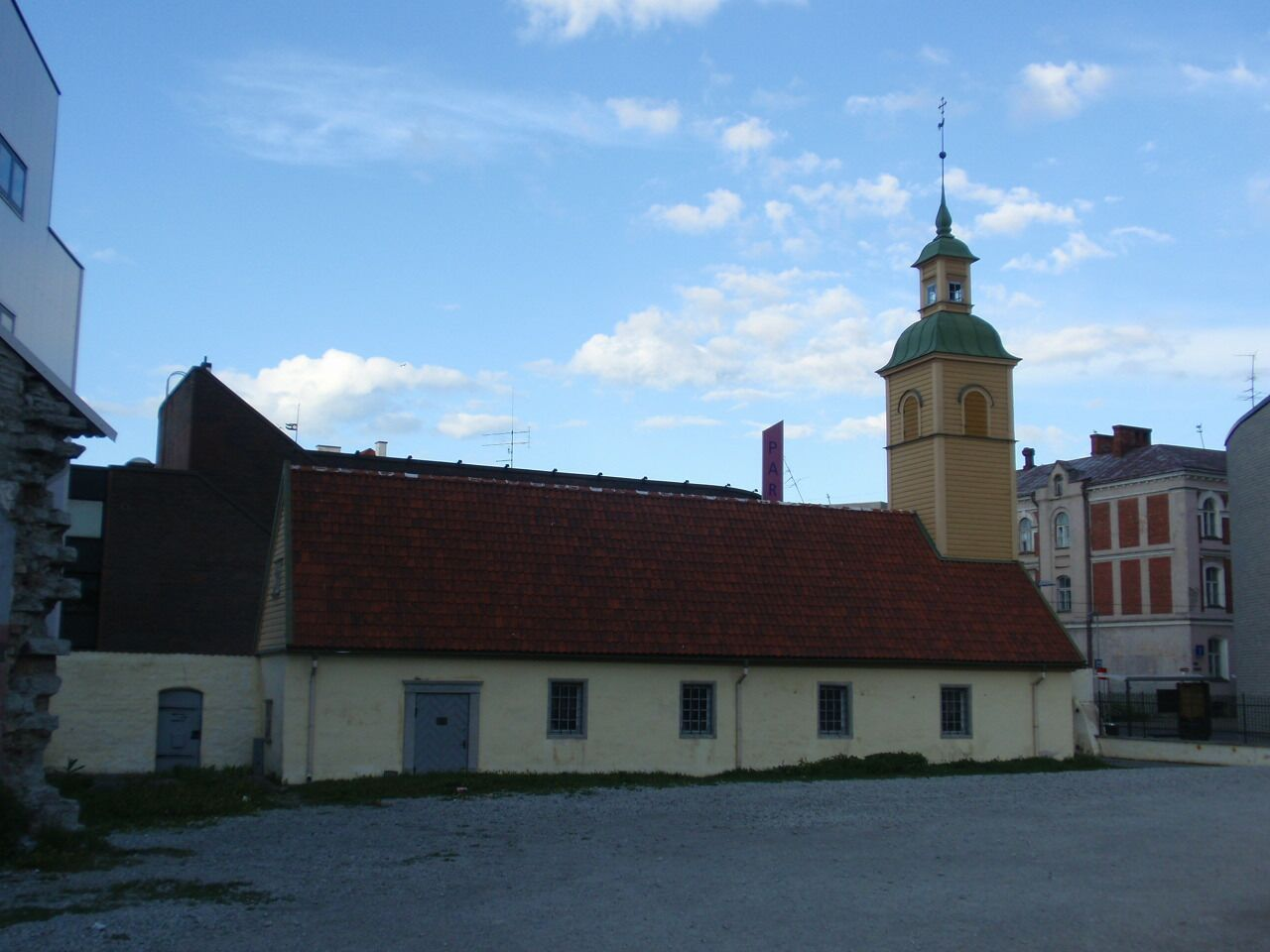
Hospice de l'église Saint-Jean.
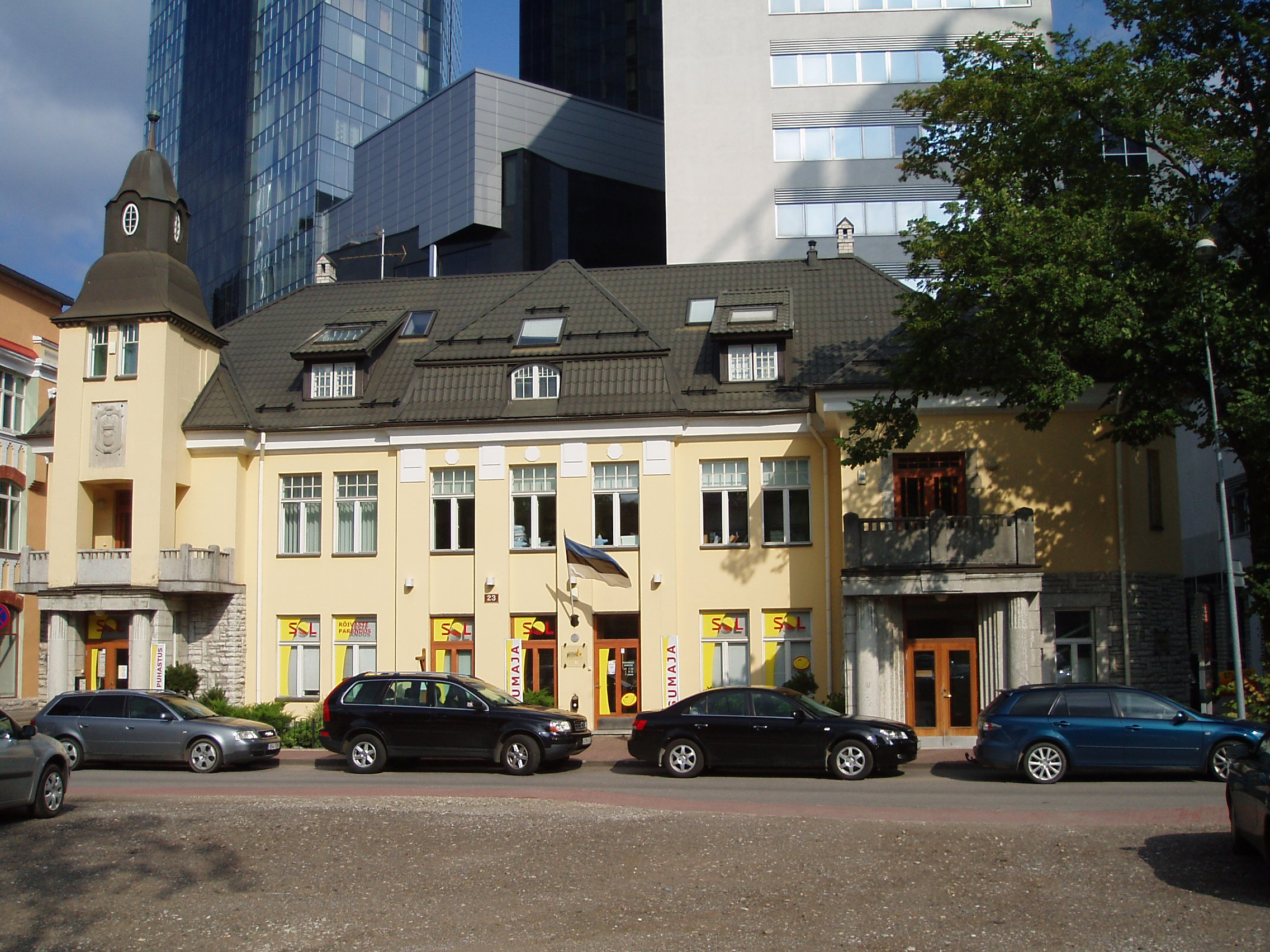
Maakri 23.
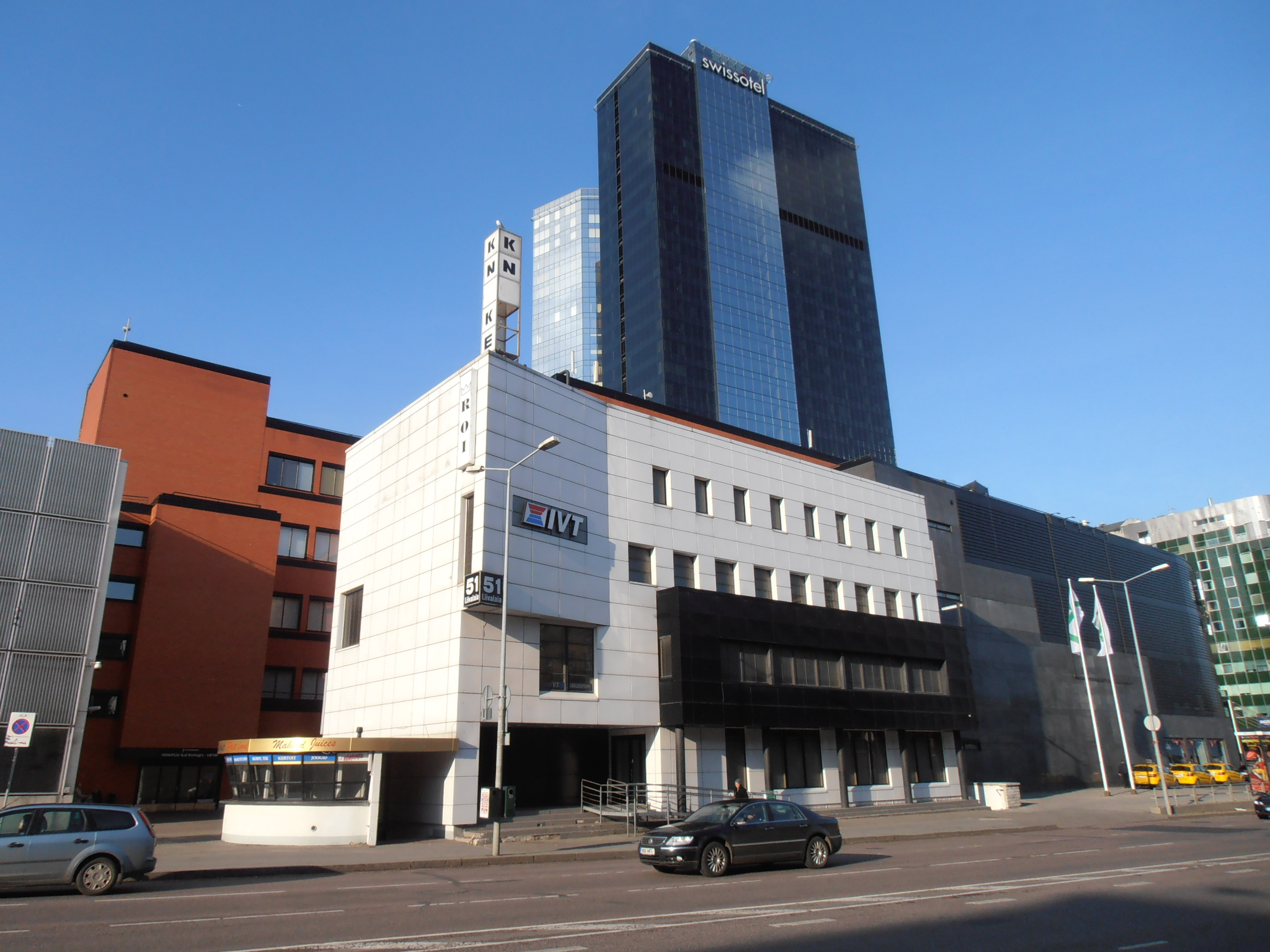
Liivalaia tänav 51.